# 日本SPIコンソーシアム
日本SPIコンソーシアム（にほんエスピーアイコンソーシアム、英: Japan SPI Consortium、略称：JASPIC）とは、ソフトウェアプロセス改善（Software Process Improvement、SPI）に関する日本の企業コンソーシアムであり、ソフトウェアプロセス改善カンファレンス「SPI Japan」の主催団体である。ソフトウェアプロセスの改善とそれに伴うプロセス評価（Software Process Assessment、SPA）に関する研究、技術移転、普及活動、国際交流などを行う事を目的に設立された非営利団体である。岸田孝一が理事長を務める。
一般には、能力成熟度モデル統合（CMMI）の日本語訳を実施していることでも知られている。

## 書籍
- メアリー・ベス・クリシス、マイク・コンラド、サンディ・シュラム著、JASPIC CMMI V1.1翻訳研究会訳『CMMI標準教本 ~プロセス統合と成果物改善の指針』（日経BP社、2005年、ISBN 4822282341）